# Matthew Greenwood
Pour les articles homonymes, voir Greenwood.
Matthew Greenwood, né le 7 février 2003,, est un coureur cycliste australien.

## Biographie
En 2022, Matthew Greenwood se distingue sur le circuit australien en obtenant diverses places d'honneur. Il intègre ensuite l'équipe continentale BridgeLane en 2023. Bon grimpeur, il remporte le Tour de Tasmanie, après s'être imposé sur son étape reine. Ses performances lui permettent de finir deuxième au classement final du National Road Series. 
Lors de la saison 2024, il se classe deuxième du championnat d'Australie sur route espoirs (moins de 23 ans). Il brille également aux championnats d'Océanie sur route en terminant deuxième de la course en ligne élites. Âgé de 21 ans, il décroche à cette occasion le titre continental chez les espoirs.

## Palmarès et résultats

### Palmarès par année
- 2022
  - 2e du Tour de Tasmanie
- 2023
  - Tour de Tasmanie :
    - Classement général
    - 2e étape

  - 2e du National Road Series
- 2024
  -  Champion d'Océanie sur route espoirs
  - 2e du championnat d'Australie sur route espoirs
  -  Médaillé d'argent du championnat d'Océanie sur route

### Classements mondiaux
| Année                                 | 2022 | 2023 | 2024 |
| ------------------------------------- | ---- | ---- | ---- |
| Classement mondial                    | nc   | nc   | 378e |
| UCI Oceania Tour                      | 100e | 132e | nc   |
|                                       |      |      |      |
| Légende : nc = non classéSource : UCI |      |      |      |